# Fest i Neapel
Fest i Neapel (italienska: Carosello napoletano) är en italiensk musikalfilm från 1954 i regi av Ettore Giannini.
Filmen är baserad på Gianninis egen musikalteater Carosello Napoletano.

## Utmärkelser
Fest i Neapel vann Prix International vid Filmfestivalen i Cannes 1954.

## Roller (urval)
- Léonide Massine – Antonio 'Pulcinella' Petito
- Achille Millo – Pulcinellas son
- Agostino Salvietti – don Alfonso
- Clelia Matania – donna Concetta
- Paolo Stoppa – Salvatore Esposito
- Maria Fiore – donna Brigida
- Tina Pica – Capera
- Maria Pia Casilio – Nannina
- Giacomo Rondinella – Luigino
- Sophia Loren – Sisina
- Dolores Palumbo – donna Virginia
- Loris Gizzi – Erik Gustafsson
- Carlo Mazzarella – baron De Magistris